# Francis Kasaila

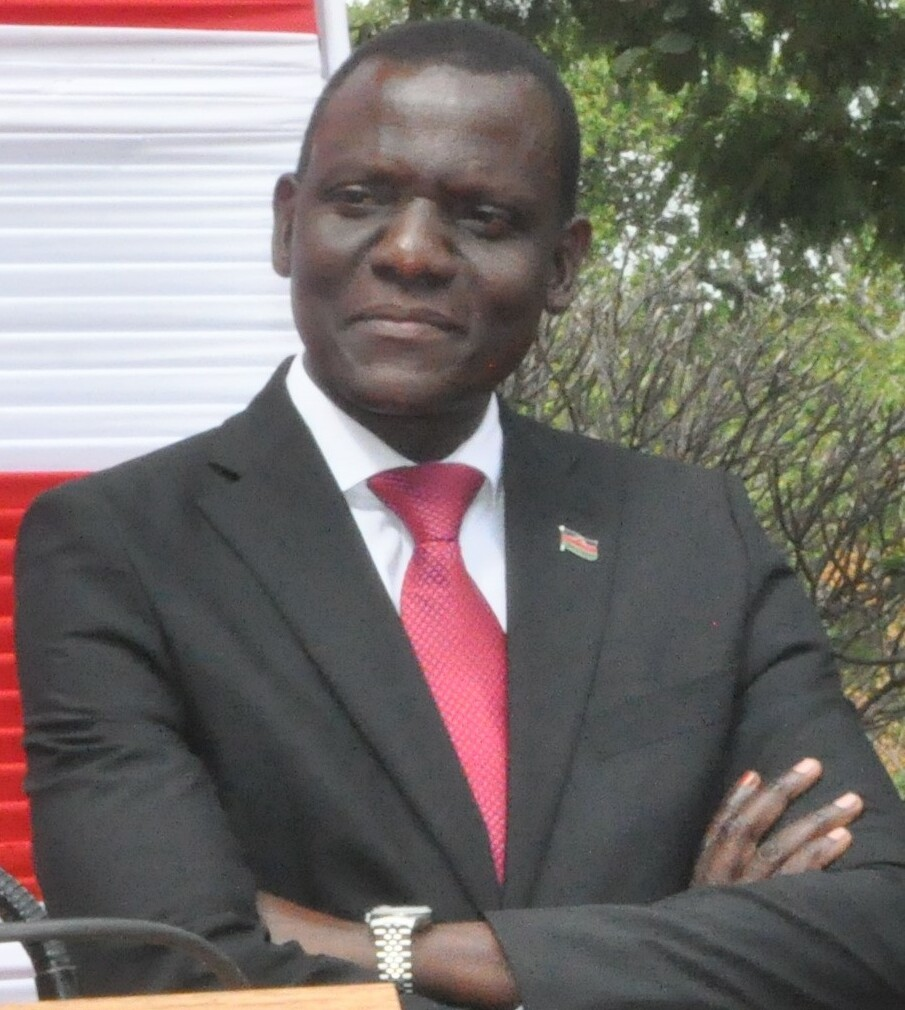
Francis Kasaila, 2018

Francis Lazaro Kasaila (* 28. Oktober 1968) ist ein malawischer Politiker, der unter anderem zwischen 2016 und 2017 Außenminister war.

## Leben
Kasaila wurde nach der Wahl von Peter Mutharika zum Staatspräsidenten Malawis 2014 zunächst Minister für Verkehr und öffentliche Arbeiten in dessen Kabinett. Im Zuge einer Regierungsumbildung löste er am 7. April 2016 George Chaponda als Außenminister ab, während Jappie Mhango neuer Innenminister wurde. Das Amt als Außenminister bekleidete er bis zu seiner Ablösung durch Emmanuel Fabiano am 17. Juli 2017. Er selbst übernahm daraufhin das Amt des Arbeitsministers.